# Espeluche
Espeluche é uma comuna francesa na região administrativa de Auvérnia-Ródano-Alpes, no departamento de Drôme. Estende-se por uma área de 11,33 quilômetros quadrados. Em 2010 a comuna tinha 1 141 habitantes (densidade: 100,7 hab./km²).